# Звезда надежды (премия)
Премия в сфере социальной политики и благотворительности «Звезда надежды» — премия, вручаемая ежегодно с 2008 года лучшим деятелям сферы образования, здравоохранения и социальной политики Вологодской области за достижения в соответствующих сферах за год, предшествующий церемонии вручения. Учредитель и организатор премии — Благотворительный фонд поддержки матери и ребёнка. Победители премии определяются Попечительским советом Фонда.

## История
Премия учреждена в августе 2007 года. Первая церемония награждения состоялась 28 апреля 2008 года в Юго-западной башне Вологодского кремля.
В марте 2009 года были изменены названия двух номинаций.
В октябре 2010 года была учреждена номинация «Сердце отдаю детям» для работников образования. Номинация была выделена из номинации «Доброта спасёт мир». Также была изменена номинация «Социальная ответственность»: с этого момента её стали вручать специалистам по делам несовершеннолетних.
В октябре 2011 года введены старшая (лауреат номинации) и младшая награды (дипломант номинации). Также было изменено название номинации «За гражданскую позицию» на «Гражданская позиция».
25 апреля 2012 года состоялась пятая церемония награждения. В ходе её премия была вручена в максимально возможном количестве номинаций — в шести.

## Порядок присуждения
Премия присуждается ежегодно за заслуги в области социальной политики и благотворительности в Вологодской области.
На соискание Премии могут выдвигаться номинанты, имеющие достижения за период с 1 января года, предшествующего премиальному, по 1 января премиального года.
Один номинант может быть представлен только в одной номинации и только однократно за один премиальный год.
Лауреаты премии получают именные статуэтки «Звезда надежды», а также ценные подарки от партнёров церемонии. Обладатели младшей награды — дипломанты — также получают подарки от партнёров церемонии, а также сертификаты дипломантов. Лауреаты и дипломанты считаются финалистами церемонии. Имена финалистов вносятся в так называемый короткий список номинантов, который рассматривается Попечительским советом Фонда.
Согласно положению, правом выдвижения номинанта на соискание Премии обладают органы государственной власти Вологодской области, органы местного самоуправления Вологодской области, коллективы учреждений, средства массовой информации, коммерческие и некоммерческие организации, а также физические лица.
Не могут быть выдвинуты на соискание премии:
- учредители и работники Благотворительного фонда поддержки матери и ребёнка;
- члены Попечительского совета Благотворительного фонда поддержки матери и ребёнка.

## Церемония 2008 года
Первая церемония награждения премией «Звезда надежды» состоялась 28 апреля 2008 года в Юго-западной башне Вологодского кремля. Премия была вручена без денежной составляющей. Подарочный комплект состоял из диплома победителя (для всех участников церемонии — дипломы участников) и сувениров.
Премия была вручена в номинациях:
- «Доброта» (для работников социальной сферы и сферы образования) — победитель Елена Рындина, директор детского дома № 2 города Вологды;
- «Жизнь» (для работников сферы здравоохранения) — победитель Геннадий Буренков, заместитель главного врача по акушерству и гинекологии ГУЗ «Вологодская областная больница № 1»;
- «Горячее сердце» (для юридических лиц, содействующих развитию социальной политики) — победитель Сергей Юришко, директор ООО «Торговый дом „Аспект“».

Восходящей звезде российского конькобежного спорта Антону Старостину вручена специальная премия: он был награждён ноутбуком.
В номинации «За гражданскую позицию» премия не была вручена по причине низкой активности средств массовой информации по номинированию своих работников. Однако диплом участника был вручён радиостанции «Премьер».

## Церемония 2009 года
Вторая церемония награждения состоялась 28 апреля 2009 года в конференц-зале отель-клуба «Николаевский». Подарочный комплект состоял из диплома победителя (для всех участников церемонии — дипломы участников) и сувениров.
Накануне церемонии решением Попечительского совета премия «Доброта» была переименована в «Доброта спасёт мир», а премия «Жизнь» — «Жизнь прекрасна!».
Премия была вручена в номинациях:
- «Доброта спасёт мир» — победитель Алексей Пискунов, директор ГОУ «Шекснинская специальная общеобразовательная школа закрытого типа» (Шексна);
- «Жизнь прекрасна» — Отделение недоношенных ГУЗ «Вологодская областная детская больница» (в лице заведующего отделением Светланы Гербек, Вологда);
- «Горячее сердце» — Андрей Сивков, генеральный директор ЗАО «КорСар Плюс», депутат Вологодской городской Думы (Вологда);
- «За гражданскую позицию» — Евгения Гребёлкина, специальный корреспондент телеканала «РЕН ТВ Вологда» (Вологда).

В номинации «Социальная ответственность» премия не была вручена. Среди прочего, благодарственным письмом от имени Благотворительного фонда поддержки матери и ребёнка была отмечена Татьяна Ляпина, шеф-редактор группы радиовещания ГТРК «Вологда».

## Церемония 2010 года
Третья церемония награждения состоялась 21 апреля 2010 года в конференц-зале «Москва» отель-клуба «Николаевский». Подарочный комплект состоял из диплома победителя (для всех участников церемонии — дипломы участников) и сувениров.
На заседании Попечительского совета Фонда 30 марта было принято решение вручить два главных приза в номинации «Доброта спасёт мир».
Премия была вручена в номинациях:
- «Доброта спасёт мир» — победители Татьяна Козлова, директор МОУ «Детский дом № 7» (Череповец) и МУ «Комплексный центр социального обслуживания населения „Родничок“» (Белозерский район);
- «Жизнь прекрасна» — Ирина Смирнова, главный врач Детского областного противотуберкулёзного санатория «Родничок» (Кадников);
- «Горячее сердце» — Леонид Рябинин, генеральный директор ООО «Промгражданпроект» (Череповец);
- «Социальная ответственность» — МУ «Территориальный центр социальной помощи социальной помощи семье и детям» (Усть-Кубинский район).

В номинации «За гражданскую позицию» премия не вручалась.

## Церемония 2011 года
Четвёртая церемония награждения состоялась 28 апреля 2011 года в конференц-зале «Москва» отель-клуба «Николаевский».
Премия была вручена в номинациях:
- «Доброта спасёт мир» — победители Анна Попова, заведующая отделением психолого-педагогической помощи ГУ ВО «Территориальный центр социальной помощи семье и детям» (Вологда) и МУ "РЦ «Преодоление» (Череповец);
- «Сердце отдаю детям» — приёмная семья Розановых (Вологда);
- «Жизнь прекрасна» — Елена Белова, заведующая отделением патологии беременности № 1 ГУЗ «Вологодская областная больница № 1» (Вологда);
- «Горячее сердце» — Алексей Тамодин, директор вологодского филиала ООО «Лукойл-Волганефтепродукт» (Вологда);
- «Социальная ответственность» — Надежда Белозёрова, инспектор группы по работе в образовательных учреждениях второго отдела милиции УВД по г. Череповцу (Череповец).

Специальная премия за содействие развитию патриотического воспитания в Вологодской области вручена страйкбольной команде «Вулкан».
В номинации «За гражданскую позицию» премия не вручалась.

## Церемония 2012 года
Пятая церемония награждения состоялась 25 апреля 2012 года в конференц-зале «Москва» отель-клуба «Николаевский».
Премия была вручена в номинациях:
- «Доброта спасёт мир» — победители Елена Гудкова, специалист по социальной работе БУ СО ВО «Территориальный центр социальной помощи семье и детям города Вологды» и БУ СО ШМР "Социально-реабилитационный центр для несовершеннолетних «Альтаир» (Шексна)[19];
- «Сердце отдаю детям» — Татьяна Слинкина, педагог дополнительного образования МОУ ДОД «Дворец творчества детей и молодёжи», педагог театра-студии «Подросток» (Вологда);
- «Жизнь прекрасна» — Валентин Росляков, заведующий травматолого-ортопедическим отделением БУЗ ВО «Вологодская областная детская больница» (Вологда)[20];
- «Гражданская позиция» — Алексей Сальников, ведущий радиопрограмм филиала ВГТРК — "Государственная телерадиокомпания «Вологда»;
- «Горячее сердце» — Арутюн Атомян и Марина Атомян руководители кондитерской фабрики «АтАг» (Шексна)[19];
- «Социальная ответственность» — Анна Тетерич, заведующая отделением профилактики безнадзорности несовершеннолетних БУ СО ВО «Территориальный центр социальной помощи семье и детям города Вологды».

Специальные премии получили: многодетная семья Старостиных (Вологда) и Анна Попова (руководитель волонтёрского отряда «Маячки надежды» школы № 1 города Вологды).
Во время церемонии президент Благотворительного фонда поддержки матери и ребёнка Татьяна Панькова была награждена благодарностью Вологодской городской Думы.